# Cyphochilus parvifolius
Cyphochilus parvifolius är en orkidéart som beskrevs av Rudolf Schlechter. Cyphochilus parvifolius ingår i släktet Cyphochilus, och familjen orkidéer. Inga underarter finns listade i Catalogue of Life.